# Valentine Simmes
Valentine Simmes (fl. 1585-1622) è stato titolare di un'attività di stampa e di editoria nella Londra del periodo Tudor e dell'età di Giacomo I.

## Biografia
Non sono note informazioni biografiche circa la sua storia personale. A partire dal 1585, le fonti attestano l'apertura di un'attività tipografica a Londra, che si affermò come una delle migliori stamperie della sua generazione, al punto da ottenere l'incarico di produrre vari in quarto delle prime opere di William Shakespeare.
Negli otto anni che vanno dal 1585 al 1604, furono stampati nove quarti su commissione della Worshipful Company of Stationers and Newspaper Makers e di alcuni librai londinesi:
- per Andrew Wise (nel 1597): il primo quarto del Riccardo II e del Riccardo III, seguiti dal secondo quarto delle due opere nel 1598;
- per Wise, William Aspley, Thomas Millington (nel 1600): l'Enrico IV, parte II e Molto rumore per nulla, entrambi in un unico quarto (ciascuno), oltre al secondo quarto dell'Enrico IV, parte II stampato presso Millington[1];
- per Matthew Law (nel 1604): l'I Enrico IV, parte I;
- per Nicholas Ling e John Trundell (nel 1603): The Tragicall Historie of Hamlet Prince of Denmarke, chiamato anche Amleto Q1, un quarto non autorizzato che fu redatto da un gruppo di attori o da gli appunti di qualche spettatore dell'opera. Inoltre, per Thomas Pavier stampò il primo quarto della Sir John Oldcastle, opera classificata fra i Shakespeare apocrypha[2];
  - per Nicholas Ling (nel 1607): il terzo quarto di The Taming of a Shrew , che, in modo controverso, è ritenuta da una parte degli studiosi la versione alternativa de La bisbetica domata.
  - per lo pseudonimo "The Widow Newman" (nel 1607): la traduzione The Pattern of Painful Adventures, a cura di Lawrence Twine, del poema inglese Confessio Amantis di John Gower (XIII sec.), che a sua volta tradusse nell'inglese medievale un racconto epico di Apollonio di Tiro. L'opera ispirò il Pericle, principe di Tiro di Shakespeare e fu pubblicata con la collaborazione dell'editore Nathaniel Butter (Londra, fl. 22 febbraio 1664).

Inoltre, Simmes stampò i seguenti testi teatrali del teatro elisabettiano:
- An Humorous Day's Mirth (1599) di John Day;
- The Shoemaker's Holiday (1600) di Thomas Dekker;
- Doctor Faustus (1604) di Christopher Marlowe, per l'editore Thomas Bushell;
- The Coronation Triumph (1604) di Ben Jonson, per Edward Blount;
- The Entertainment at Althorp (1604), per Edward Blount;
- The Malcontent (1604), ascritto a John Marston, per William Aspley;
- le Hymenaei di Johnson (1606), per l'editore Thomas Thorpe;
- The Troublesome Reign of King John (Q2, 1611), per John Helme.

In quel periodo, lo stampatore e il libraio/editore erano di solito due professioni distinte, sebbene alcuni individui come William Jaggard praticassero entrambi. Sempre Simmes si cimentò sporadicamente nell'attività di editore con il primo quarto dell'Humorous Day's Mirth di George Chapman e le Shoemaker's Holiday di Thomas Dekker.
Costantemente nei guai per la stampa di opere non autorizzate, nel 1622 gli fu proibito di lavorare come primo stampatore.

Malgrado la qualità e la fama attribuita ai lavori di Simmes, il primo quarto del Riccardo II presenta 69 errori tipografici, mentre la stampa del secondo quarto corresse 14 errori di battitura dello stesso tipo, introducendone contestualmente 123 nuovi.
Oltre alle più note opere teatrali, Valentine Simmes si occupò più raramente di altri generi letterari come il poema Salve Deus Rex Judaeorum di Emilia Lanier, uno dei pochissimi libri attribuiti ad una donna dell'epoca, che fu stampato per il libraio Richard Bonian.